# Laubuca fasciata
Laubuca fasciata är en fiskart som först beskrevs av Silas, 1958.  Laubuca fasciata ingår i släktet Laubuca och familjen karpfiskar. IUCN kategoriserar arten globalt som sårbar. Inga underarter finns listade i Catalogue of Life.